# 天狗

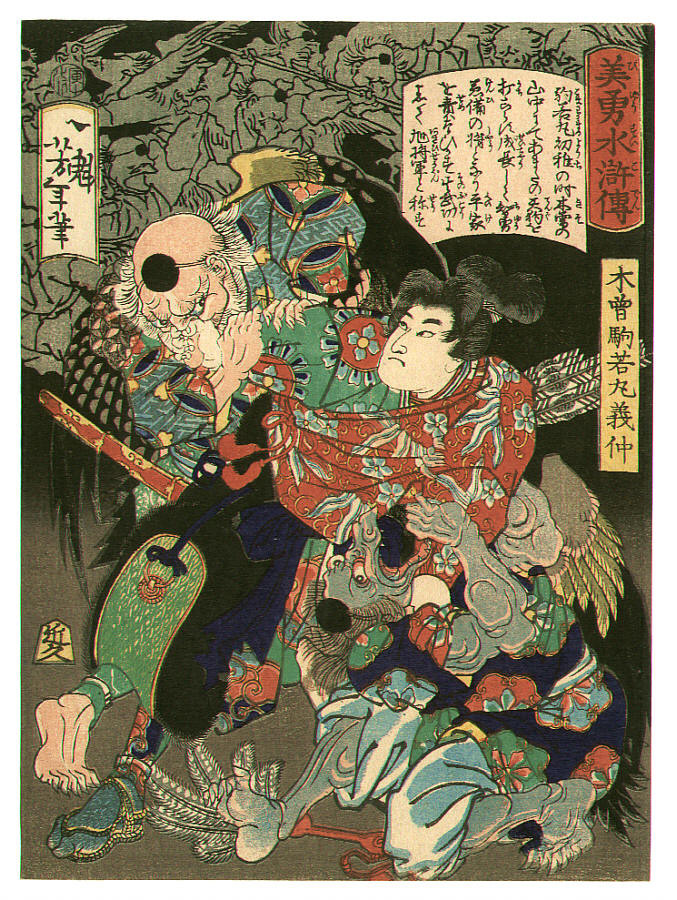
『美勇水滸傳』木曽駒若丸義仲に鼻を掴まれた天狗（一魁芳年筆）

天狗（てんぐ）は、日本の伝承に登場する神や妖怪ともいわれる伝説上の生き物。一般的に山伏の服装で赤ら顔で鼻が高く、翼があり空中を飛翔するとされる。俗に人を魔道に導く魔物とされ、外法様ともいう。

## 由来

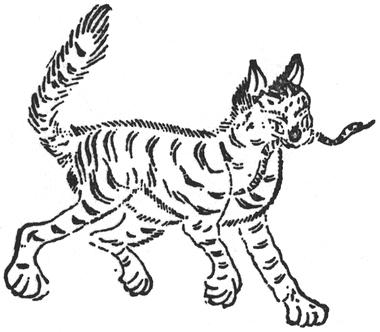
『山海経』より「天狗」

元々天狗という語は中国において凶事を知らせる流星を意味するものだった。大気圏に突入し、地表近くまで落下した火球はしばしば空中で爆発し、大音響を発する。この天体現象を咆哮を上げて天を駆け降りる犬の姿に見立てている。中国の『史記』をはじめ『漢書』『晋書』には天狗の記事が載せられている。天狗は天から地上へと災禍をもたらす凶星として恐れられた。
明朝の頃から、天狗が日食や月食を起こすという、「天狗食日食月信仰」が登場する。以下のような内容である。
ここでいう天狗とは、文字通り「天の狗（＝犬）」のことである。この神話は現在、中国全土に広まっている。
仏教では、経論律の三蔵には、本来、天狗という言葉はない。しかし、『正法念處經』巻19には「一切身分光燄騰赫 見此相者皆言憂流迦下 魏言天狗下」とあり、これは古代インドのUlkā（漢訳音写：憂流迦）という流星の名を、天狗と翻訳したものである。
日本における初出は『日本書紀』舒明天皇9年2月（637年）、都の空を巨大な星が雷のような轟音を立てて東から西へ流れた。人々はその音の正体について「流星の音だ」「地雷だ」などといった。そのとき唐から帰国した学僧の旻がいった。「流星ではない。これは天狗である。天狗の吠える声が雷に似ているだけだ」。ここでの「天狗」は訓読にて「アマツキツネ」と読まれており、『聖徳太子伝歴』下巻や『壒嚢鈔』では天狐と同一視するような記述も存在する。
飛鳥時代の日本書紀に流星として登場した天狗だったが、その後、文書の上で流星を天狗と呼ぶ記録は無い。そして、舒明天皇の時代から平安時代中期の長きにわたり、天狗の文字はいかなる書物にも登場してこない。平安時代に再び登場した天狗は山の妖怪と化し、語られるようになる。

## 日本における展開

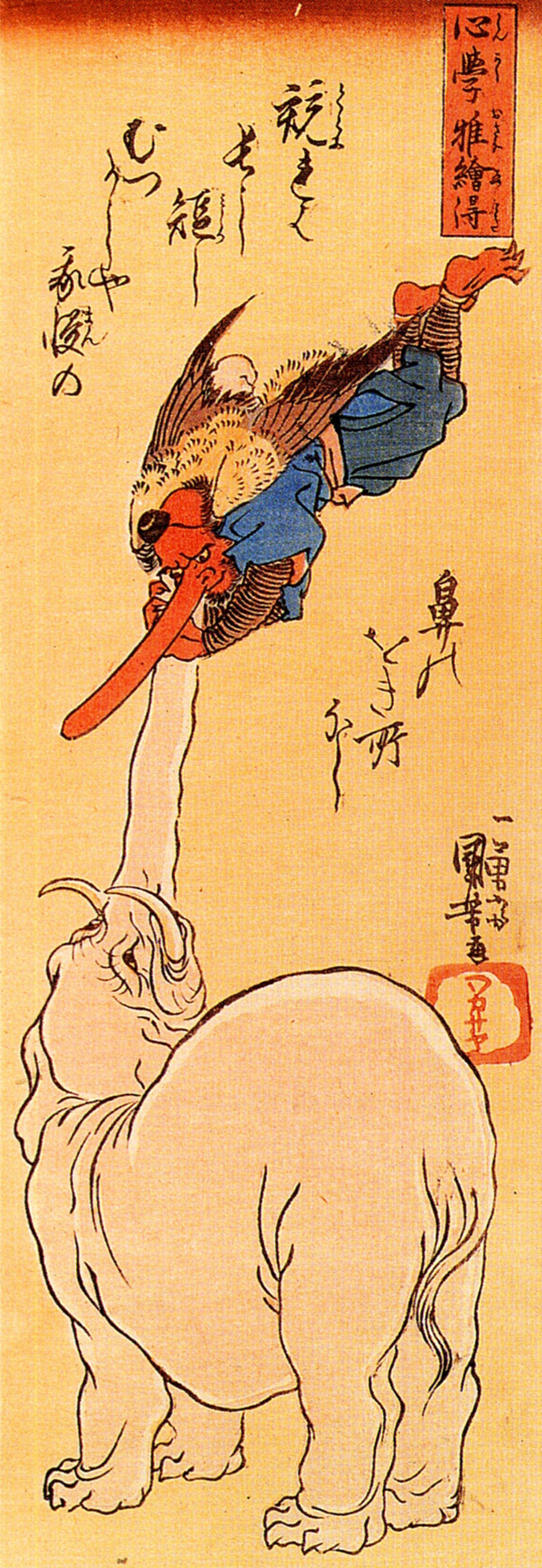
歌川国芳筆
「競（くらぶ）れば､長し短し､むつかしや。我慢の鼻の､を（置）き所なし」という歌が書かれている。

日本では、奈良時代から役小角より行われていた山岳信仰と習合した。山伏は名利を得んとする傲慢で我見の強い者として、死後に転生し、魔界の一種として天狗道が、一部に想定されて解釈された。一方、民間では、平地民が山地を異界として畏怖し、そこで起きる怪異な現象を天狗の仕業と呼んだ。ここから天狗を山の神と見なす傾向が生まれ、各種天狗の像を目して狗賓、山人、山の神などと称する地域が現在でも存在する。
したがって、今日、一般的に伝えられる、鼻が高く（長く）赤ら顔、山伏の装束に身を包み、一本歯の高下駄を履き、羽団扇を持って自在に空を飛び悪巧みをするといった性質は、近世以降に解釈されるようになったものである。
平安時代には鳶のイメージで捉えられることが多かった。さらに驕慢な尼の転生した者を「尼天狗」と呼称することもあった。平安末期成立の『今昔物語集』には、空を駆け、人に憑く「鷹」と呼ばれる魔物や、顔は天狗、体は人間で、一対の羽を持つ魔物など、これらの天狗の説話が多く記載された。これは永仁4年（1296年）に『天狗草紙（七天狗絵）』として描写された。ここには当時の興福寺、東大寺、延暦寺、園城寺、東寺、仁和寺、醍醐寺といった7大寺の僧侶が堕落した姿相が風刺として描かれている。これら天狗の容姿は、室町時代に成立したとされる『御伽草子・天狗の内裏』の、鞍馬寺の護法魔王尊あるいは鞍馬天狗などが大きな影響を与えていると思われる。
『平家物語』では、「人にて人ならず、鳥にて鳥ならず、犬にて犬ならず、足手は人、かしらは犬、左右に羽根はえ、飛び歩くもの」とあり、鎌倉時代になると、『是害坊絵巻』（曼殊院蔵）を始めとする書物に、天台の僧に戦いを挑み、無残に敗退する天狗の物語が伝えられるようになる。また、林羅山の『神社考』「天狗論」、また平田篤胤の『古今妖魅考』に、京都市上京区に存在する「白峯神宮」の祭神である金色の鳶と化した讃岐院（崇徳上皇）、長い翼を持つ沙門となった後鳥羽上皇、龍車を駆る後醍醐天皇ら、『太平記』に登場する御霊が天狗として紹介される。

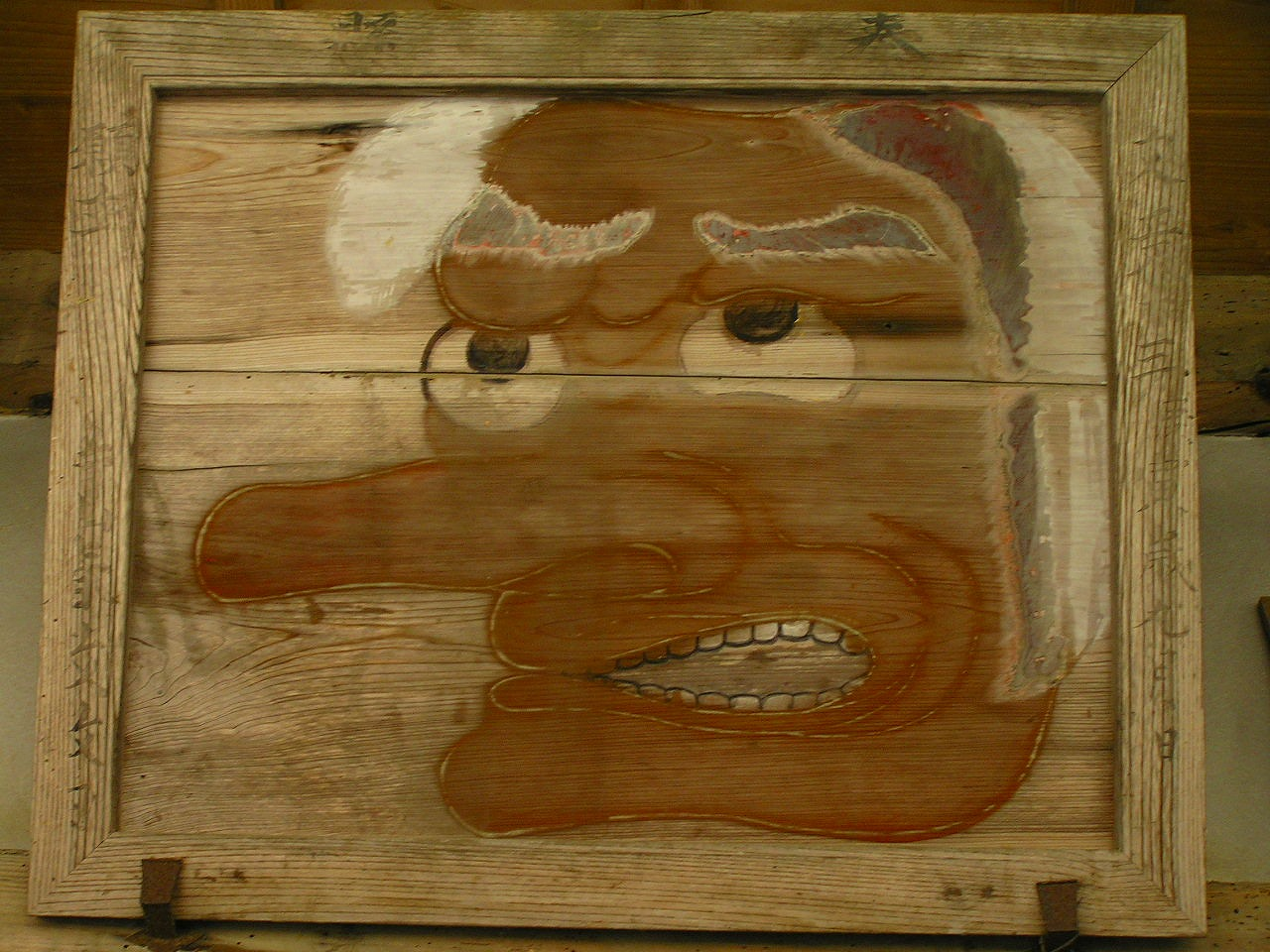
天狗の絵（春日町兵主神社）

『吾妻鏡』天福2年（1234年）3月10日条の記述には、「2月頃、南都（奈良）に天狗怪が現れ、一夜中にして、人家千軒に字を書く（「未来不」の三字と伝えられる）」と記述されている。『吾妻鏡』では、彗星に関する記述も多く記載されているが、この天狗の記述（13世紀中頃）に関しては、彗星ではなく、別の怪異（けい）と認識していたことが分かる。外観についての記述はないが、字を書けるということは分かる内容である（一夜にして千軒の家に字を書くことが、人ではなく、天狗の所業と捉えられた）。
天狗は、慢心の権化とされ、鼻が高いのはその象徴とも考えられる。これから転じて「天狗になる」と言えば自慢が高じている様を表す。中世には、仏教の六道のほかに天狗道があり、仏道を学んでいるため地獄に堕ちず、邪法を扱うため極楽にも行けない無間地獄と想定、解釈された。
江戸時代にはメガロドンの歯の化石が「天狗の爪」と信じられていた。

## 天狗の種類
前述のように、天狗が成立した背景には複数の流れがあるため、その種類や姿もさまざまである。一般的な姿は修験者の様相で、その顔は赤く、鼻が高い。翼があり空中を飛翔するとされる。このうち、鼻の高いのを「鼻高天狗」、鼻先が尖ったのは「烏天狗」あるいは「木の葉天狗」という。

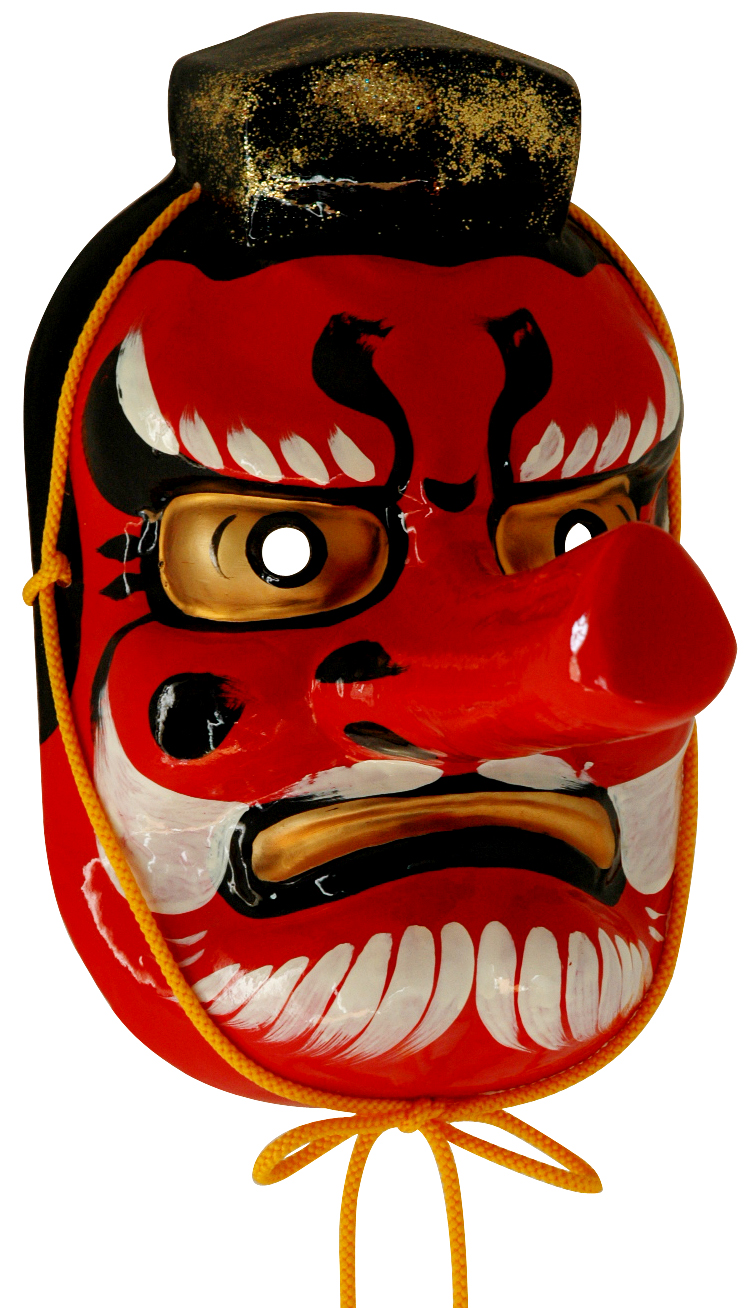
山伏天狗

種類としては、天狗として世にあだなし、業尽きて後、再び人身を得ようとする「波旬」、自尊心と驕慢を縁として集う「魔縁」と解釈される場合もある。
その伝承も各地に伝わっており、変わったものとして、紀州に伝わる、山伏に似た白衣を着、自由自在に空を飛ぶ「空神」、長野県上伊那郡では「ハテンゴ」といい、岩手県南部では「スネカ」、北部では「ナゴミ」「ナゴミタクリ」という、小正月に怠け者のすねにできるという火まだらをはぎとりに現われる天狗などが伝えられる。姿を見た者はいないが、五月十五日の月夜の晩に太平洋から飛んでくる「アンモ」もこの類で、囲炉裏にばかりあたっている怠け童子の脛には、茶色の火班がついているので、その皮を剥ぎにくるという。弱い子供を助けてくれ、病気で寝ている子はアンモを拝むと治るという。静岡県大井川では、『諸国里人談』に、一名を「境鳥」といい、顔は人に似て正面に目があり、翼を広げるとその幅約6尺、人間と同じような容姿、大きさで、嘴を持つ「木の葉天狗」が伝えられており、夜更けに川面を飛び交い魚を取っていたと記されている。また、鳥のくちばしと翼を持った鳥類系天狗の形状を色濃く残す「烏天狗」は有名である。有名な是害坊天狗などもこの種で、多くの絵巻にその姿が残されている。尼がなった「女天狗」や、狼の姿をした狗賓という天狗もいた。

## 神としての天狗
神として信仰の対象となる程の大天狗には名が付いており、愛宕山の「太郎坊」、秋葉山の「三尺坊」、鞍馬山の「僧正坊」（鞍馬天狗）、比良山の「次郎坊」の他、比叡山の「法性坊」、英彦山の「豊前坊」、筑波山の「法印坊」、大山の「伯耆坊」、葛城山の「高間坊」、高雄山の「内供坊」、富士山の「太郎坊」、白峰山の「相模坊」などが知られる。滋賀県高島市では「グヒンサン」といい、大空を飛び、祭見物をしたという。高島町大溝に火をつけにいったが、隙間がなくて失敗したという話が伝わっている。鹿児島県奄美大島でも、山に住む「テンゴヌカミ」が知られ、大工の棟梁であったが、嫁迎えのため60畳の家を1日で作るので藁人形に息を吹きかけて生命を与えて使い、2,000人を山に、2,000人を海に帰したと言う。愛媛県石鎚山では、6歳の男の子が山頂でいなくなり、いろいろ探したが見つからず、やむなく家に帰ると、すでに子供は戻っていた。子に聞くと、山頂の祠の裏で小便をしていると、真っ黒い大男が出てきて子供をたしなめ、「送ってあげるから目をつぶっておいで」と言い、気がつくと自分の家の裏庭に立っていたという。

### 山神としての天狗

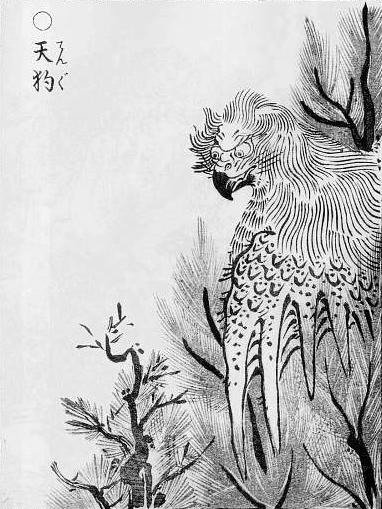
鳥山石燕『画図百鬼夜行』より「天狗」

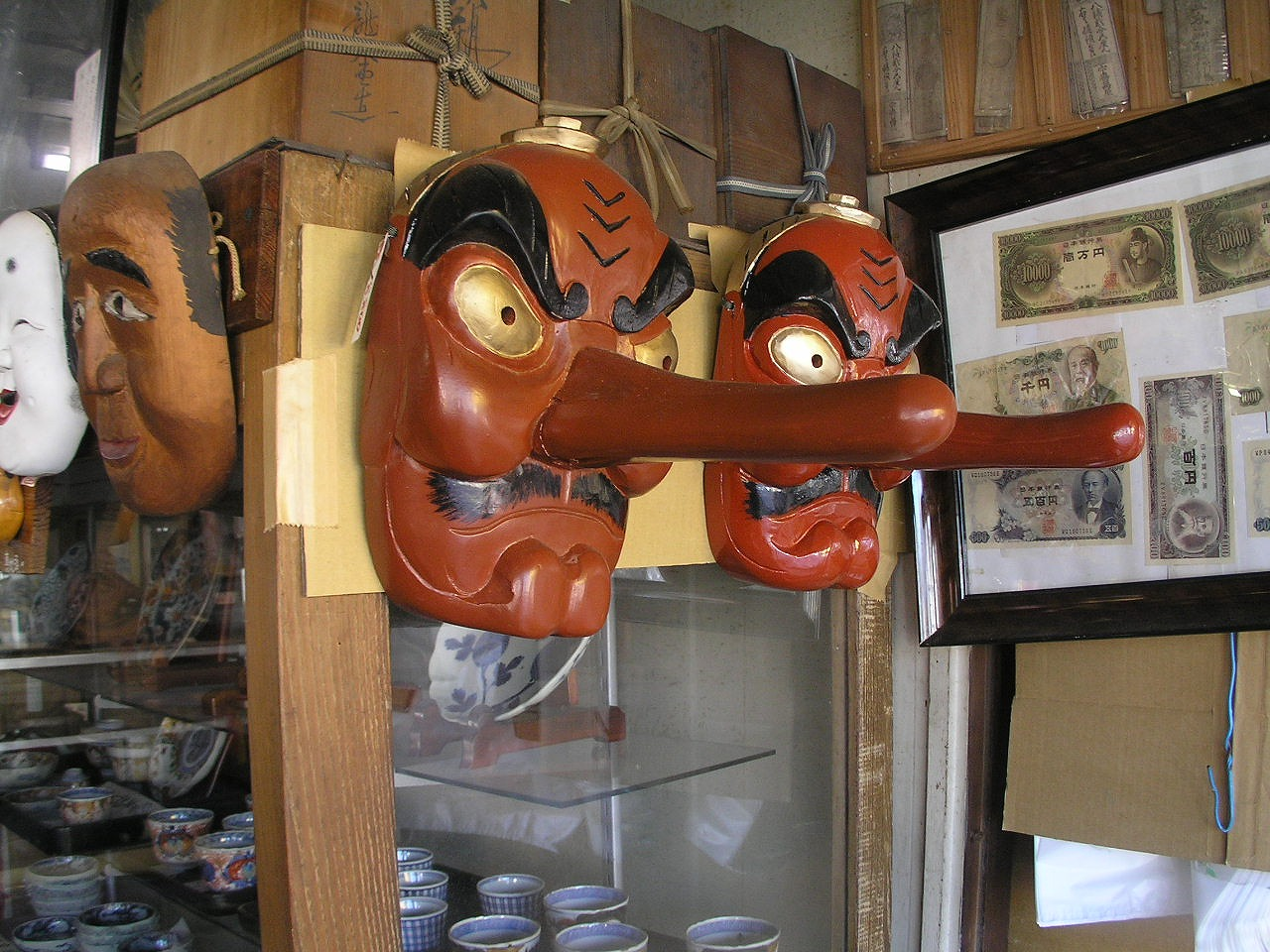
土産物としてもよく見かける天狗の面（鉄輪温泉）

天狗はしばしば輝く鳥として描かれ、松明丸、魔縁とも呼ばれた。怨霊となった崇徳上皇が、天狗の王として金色の鳶として描かれるのはこのためである。また、山神との関係も深く、霊峰とされる山々には、必ず天狗がいるとされ（それゆえ山伏の姿をしていると考えられる）、実際に山神を天狗（ダイバ）とする地方は多い。現在でも、山形県最上郡の伝承にみえる天狗は白髪の老人である。山伏を中心とする天狗の信仰は、民間の仏教と、古代から続く山岳信仰に結びついたもので、極めて豊富な天狗についての伝説は山岳信仰の深さを物語るものである。
山形県などでは、夏山のしげみの間にある十数坪の苔地や砂地を、「天狗のすもう場」として崇敬し、神奈川県の山村では、夜中の、木を切ったり、「天狗倒し」と呼ばれる、山中で大木を切り倒す不思議な音、山小屋が、風もないのにゆれたりすることを山天狗の仕業としている。鉄砲を三つ撃てばこうした怪音がやむという説もある。その他、群馬県利根郡では、どこからともなく笑い声が聞こえ、構わず行くとさらに大きな声で笑うが、今度はこちらが笑い返すと、前にもまして大声で笑うという「天狗笑い」、山道を歩いていると突然風が起こり、山鳴りがして大きな石が飛んでくる「天狗礫」（これは天狗の通り道だという）、「天狗田」、「天狗の爪とぎ石」、「天狗の山」、「天狗谷」など、天狗棲む場所、すなわち「天狗の領地」、「狗賓の住処」の伝承がある。金沢市の繁華街尾張町では、宝暦5年（1755年）に「天狗つぶて」が見られたという。静岡県の小笠山では夏に山中から囃子の音が聞こえる怪異「天狗囃子」があり、小笠神社の天狗の仕業だという。佐渡島（新潟県佐渡市）でも同様に「山神楽」（やまかぐら）といって、山中から神楽のような音が聞こえる怪異を天狗の仕業という。岐阜県揖斐郡徳山村（現・揖斐川町）では「天狗太鼓」といって、山から太鼓のような音が聞こえると雨の降る前兆だという。
また夜中に明かりをつけ飛ばす「天狗の火」の話など、神奈川県津久井郡内郷村（現・相模原市緑区）で夜中に川へ漁に行くと真っ暗な中を大きな火の玉が転がることがある。河原の石の上を洗い清め採れた魚を供えると、火の玉が転がるのが止まる。また投網を打ちに行くと、姿は見えないが少し前を同じく投網を打つものがいる。また大勢の人の声や松明の灯が見えるが誰もいない、これは「川天狗」と称し、川天狗に対して山に住む天狗を「山天狗」ともいう。
「天狗の揺さぶり」の話もある。山小屋の自在鉤を揺さぶったり、山小屋自体までガタガタ揺する。さらには普段住んでいる家まで揺する。埼玉県比企郡では天狗が家を揺さぶるのは珍しくなく、弓立山近くの山入では夜、山小屋を揺さぶる者が居るので窓からそっと覗くと赤い顔の大男がいたので、驚いて山の神に祈り夜を明かしたという話が伝わっている。
特に、鳥のように自由に空を飛び回る天狗が住んでいたり、腰掛けたりすると言われている天狗松（あるいは杉）の伝承は日本各地にあり、山伏の山岳信仰と天狗の相関関係を示す好例である。樹木は神霊の依り代とされ、天狗が山の神とも信じられていたことから、天狗が樹木に棲むと信じられたと考えられる。こうした木の周囲では、天狗の羽音が聞こえたり、風が唸ったりするという。風が音をたてて唸るのは、天狗の声だと考えられた。愛知県宝飯郡にある大松の幹には天狗の巣と呼ばれる大きな洞穴があり、実際に天狗を見た人もいると云う。また埼玉県児玉郡では、天狗の松を伐ろうとした人が、枝から落ちてひどい怪我を負ったが、これは天狗に蹴落とされたのだという話である。天狗の木と呼ばれる樹木は枝の広がった大木や、二枝に岐れまた合わさって窓形になったもの、枝がコブの形をしたものなど、著しく異形の木が多い。
民俗学者・早川孝太郎の『三州横山話』によると、愛知県北設楽郡東郷村出沢の三作という木挽きが仲間8人と山小屋に居たとき、深夜に酒2升を買い、石油の缶を叩いて拍子をとり乱痴気騒ぎをした。すると、山上から石を投げ、岩を転がし、小屋を揺さぶり、火の玉を飛ばし、周りの木を倒す音がした。一同は酔いが醒めて抱き合い、生きた心地もしなかった。夜が明けたら木1本倒れていなかった。天狗の悪戯であったという。この話は「天狗倒し」「天狗礫」「天狗火」「天狗の揺さぶり」が一挙に現れたもので興味深い話である。これらの話は大体天狗の仕業とされる代表的なもので、全国津々浦々少しずつ話を変えて伝えられている。
信州佐久稲子（長野県小海町）の山奥に「天狗沢」という所がある。ここに天狗が住み、里へ出て悪事を行うので、天狗を神として祀ったら、それはなくなった。天狗の宮を木霊神社（こだまじんじゃ）と言う。

### 天狗と猿田彦

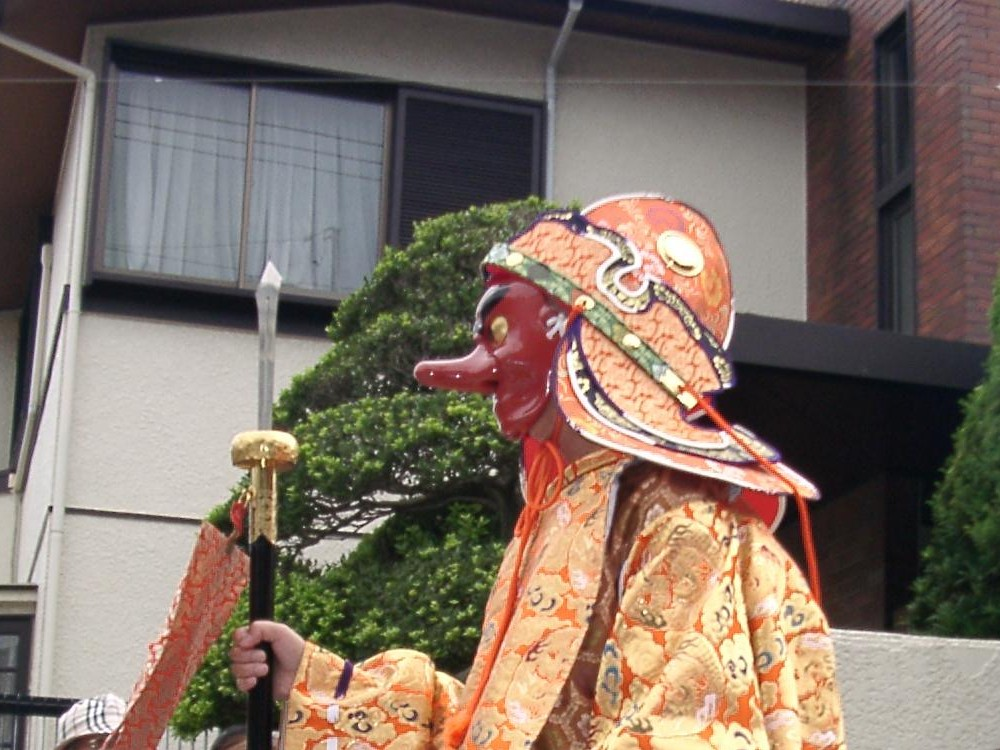
天狗面をかぶった猿田彦役
面掛行列（御霊神社）

古事記・日本書紀などに登場し、天孫降臨の際に案内役を務めた国津神のサルタヒコは、背が高く長い鼻を持つ容姿の描写から、一般に天狗のイメージと混同され、同一視されて語られるケースも多い。
祭礼で猿田彦の役に扮する際は、天狗の面をかぶったいでたちで表現されるのが通例である。

## 鼻高天狗の由来
鼻高天狗の長い鼻について、民俗学者・五来重をはじめとして、伎楽で用いられた伎楽面の中の治道面に起源を考える研究者が多い。
ただし、文学博士かつ日本文学研究者である勝俣隆は、こうした説には文献上の裏付けが無いことから否定的である。天狗の図像的変遷を研究した杉原たく哉も、何故それが天狗と結び付けられたか説明が付かないとして否定的である。彼らの説によれば天狗の高い鼻は図像学的にもともと鳥の嘴を表していたと考えられる。鼻の長い天狗の描写は鎌倉時代末期から『天狗草紙』等に見られ、『是害房絵』には人間に化けた天狗が鳥（鳶）の姿に戻る際に鼻が伸びる様子が描かれている（鼻が伸びて上嘴になり下顎が伸びて下嘴になる）。つまり、長い鼻は鳥の嘴の名残であるとの考え方である。

## 天狗に因む生物名
生物の和名として天狗が登場することがある。動物についていえば鼻、または類似器官が突き出た外見に因むものが多い。
- 哺乳類 - テングザル、テングコウモリ
- 魚類 - テングハギ、ウミテング、ミツクリザメ（別名テングザメ）、テングチョウチョウウオ
- 昆虫類 - テングチョウ
- 植物 - テングクワガタ、テングウチワ
- 菌類 - テングタケ類、テングノムギメシ
- 多足類 - ゲジ目、天狗星が髪を食べるために降りる下食時がゲジゲジの語源とされる。

## 研究文献

井上円了「天狗論」『妖怪玄談』竹村牧男〔監修〕所収（大東出版社、2011年1月。ISBN 978-4-500-00745-5）
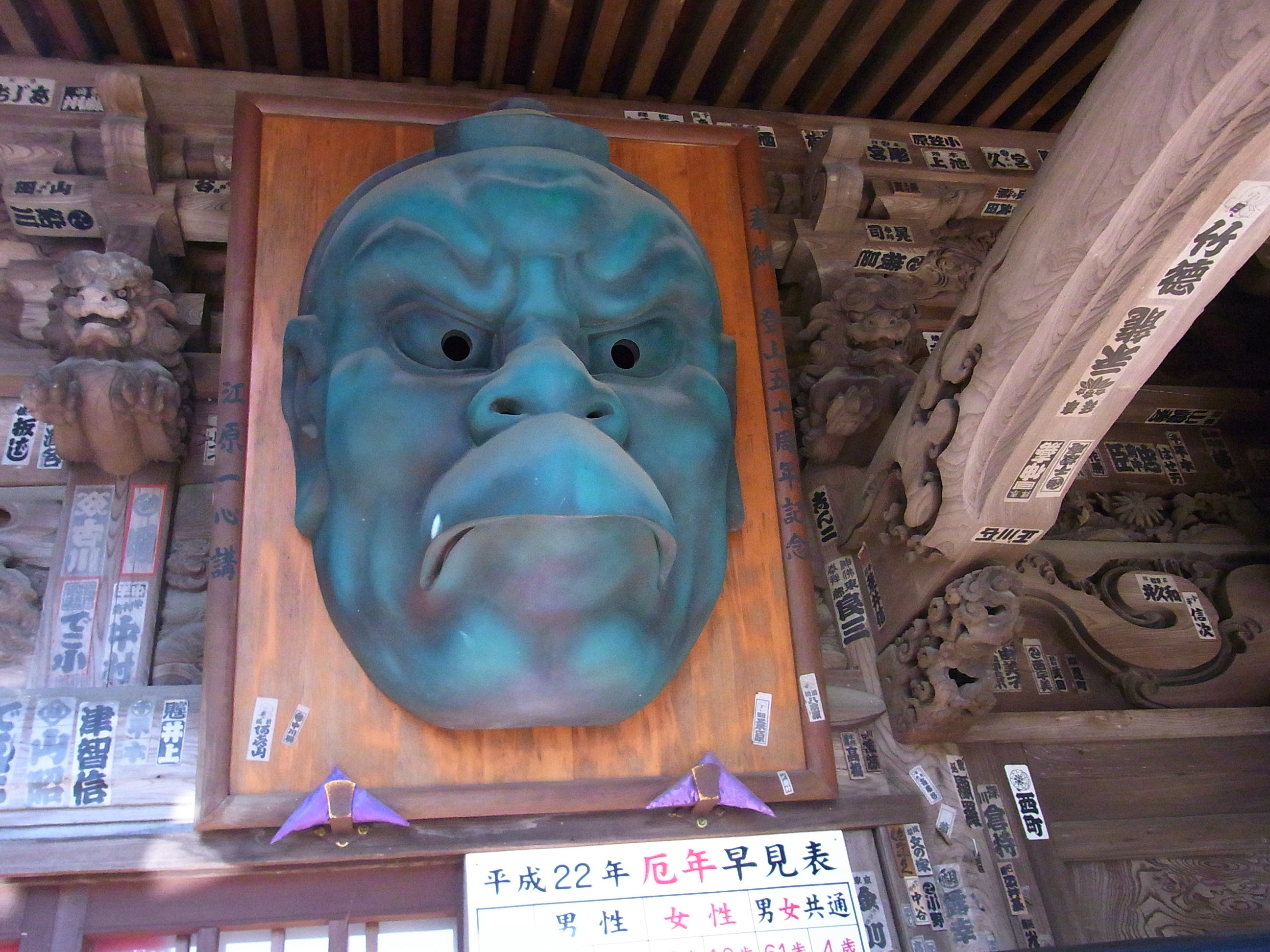
柳田國男『妖怪談義』講談社〈講談社学術文庫〉、1977年4月（原著1956年12月）。ISBN 4-06-158135-X
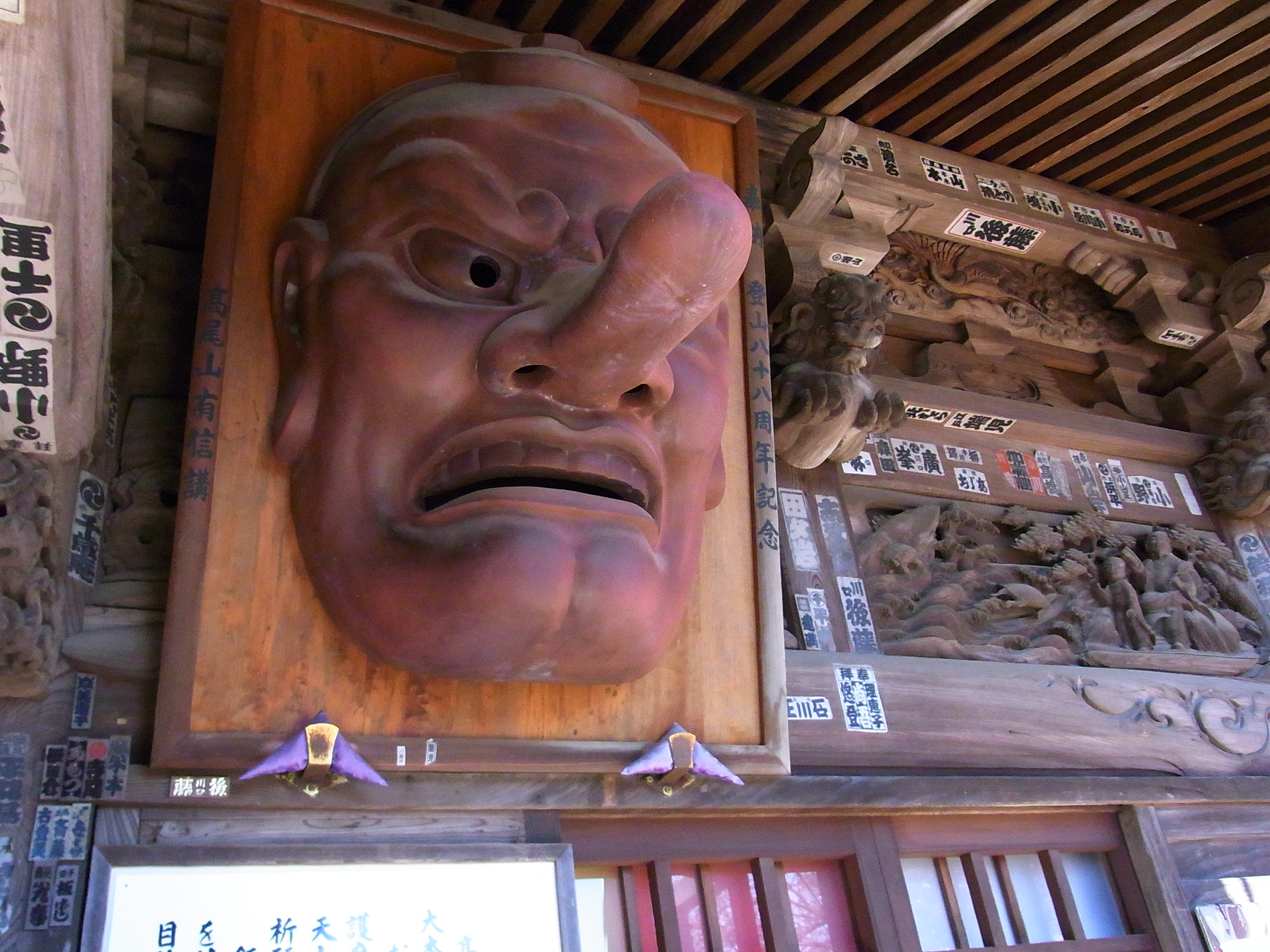
薬王院の天狗面（2010年11月19日撮影）
JR高尾駅のホームの天狗の面（2017年3月11日撮影）